# Lukovac (Hvar)
Koordinati:   43°05′13″N, 16°34′23″E
Lukovac je majhen nenaseljen otoček v Jadranskem morju. Pripada Hrvaški.
Lukovac leži okoli 6 km jug|južno od Hvara, ter okoli 7 km zahodno od Šćedra.
Pvršina oročha meri 0,021 km². Dolžina obalnega pasu je 0,42 km. Najvišja točka na otočku je visoka 5 mnm.